# Lacoste
Лакост (фр. Lacoste) француска је компанија коју су 1933. основали тенисери Рене Лакост и Андре Жилије. Бави се производњом одеће, обуће, парфема, кожне галантерије, сатова, наочара и светски познатих тениских мајица. Задњих година, Лакост је почео производити и линију пешкира. Предузеће је познато по свом логотипу на ком је приказан зелени крокодил. Оснивач компаније Рене Лакост добио је надимак Крокодил, због истрајности на тениском терену.